# Лезо ножа
Лезо ножа (англ. Knife Edge) — британський фільм жахів 2009 року.

## Сюжет
Успішна кар'єристка Емма в одночас вирішує залишити галасливий Нью-Йорк і переїхати з чоловіком і п'ятирічним сином у провінційну Англію. Тут сімейство поселяється у великому старому будинку, але надії на спокійне життя руйнуються, коли нове житло починає проявляти свій негостинний характер. Криваві бачення і галюцинації починають переконувати Емміу в тому, що сам будинок і похмурий ліс поряд з ним, приховують від сторонніх свої зловісні таємниці.

## У ролях
- Г'ю Бонневілль — Чарльз Поллок
- Наталі Пресс — Емма
- Метьє Бужена — Анрі Коннот
- Майлз Ронейн — Томас Коннот
- Найджел Вітмен — Мартін
- Патрік Полетті — Барт Лендіс
- Кімберлі Джерадж — Шеллі
- Тім Вейд — Джек
- Ніна Машеллік — Полін
- Марк Голден — Альфред
- Джемі Гарріс — Дерек Партингтон
- Карен Феррарі — Джоселін Партингтон
- Жозефіна Кайм — Жозефіна
- Сайрус Пеглеві — П'єр Ла Фонт
- Темсін Егертон — Флора
- Лоркан О'Тул — Ендрю
- Світлана Меткіна — Люсі
- Джоан Плоурайт — Марджорі Блейк
- Хлоя Прідгема — Елізабет Ерншоу
- Джеймс Джаггер — будівельник
- Наталі Кілл — мертва дівчинка